# Bakary Saré
Bakary Bouba Saré (Abidjan, 5. svibnja 1990.) bivši je nogometaš iz Burkine Faso koji je igrao na mjestu veznjaka.

## Priznanja

### Klupska
Dinamo Zagreb
- Prvak Hrvatske (1): 2013./14.

### Reprezentativna
- Afrički kup nacija (1): 2017.

## Vanjske poveznice
- Bakary Saré na transfermarkt.co.uk
- Bakary Saré na soccerway.com